# 謝沛珊
謝沛珊（1997年11月22日—），台灣女子羽毛球運動員。

## 簡歷
2019年4月，謝沛珊出戰越南羽毛球國際挑戰賽，和林筱閔合作拿得女子雙打比賽亞軍。

## 主要比賽成績
只列出曾進入準決賽的國際賽事成績：
| 年份   | 賽事                   | 公開賽級別 | 項目     | 拍檔   | 成績   |
| ------ | ---------------------- | ---------- | -------- | ------ | ------ |
| 2016年 | 奧地利羽毛球公開賽     | 國際挑戰賽 | 混合雙打 | 柏禮維 | 準決賽 |
| 2016年 | 雪梨羽毛球國際賽       | 國際系列賽 | 女子雙打 | 李芷蓁 | 準決賽 |
| 2019年 | 越南羽毛球國際挑戰賽   | 國際挑戰賽 | 女子雙打 | 林筱閔 | 亞軍   |
| 2019年 | 珀斯羽毛球國際賽       | 未來系列賽 | 女子雙打 | 林筱閔 | 準決賽 |
| 2020年 | 奧地利羽毛球公開賽     | 國際挑戰賽 | 混合雙打 | 曾敏豪 | 準決賽 |
| 2020年 | 斯洛伐克羽毛球公開賽   | 未來系列賽 | 女子雙打 | 吳玓蓉 | 亞軍   |
| 2020年 | 斯洛伐克羽毛球公開賽   | 未來系列賽 | 混合雙打 | 曾敏豪 | 亞軍   |
| 2022年 | 波蘭羽毛球國際賽       | 國際系列賽 | 女子雙打 | 曾郁棋 | 準決賽 |
| 2022年 | 克羅地亞羽毛球國際賽   | 未來系列賽 | 女子雙打 | 曾郁棋 | 亞軍   |
| 2022年 | 北港羽毛球國際賽       | 國際挑戰賽 | 女子雙打 | 曾郁棋 | 準決賽 |
| 2022年 | 巴林羽毛球國際系列賽   | 國際系列賽 | 女子雙打 | 曾郁棋 | 亞軍   |
| 2023年 | 中國瑞昌羽球大師賽     | 超級100賽  | 女子雙打 | 曾郁棋 | 準決賽 |
| 2023年 | 越南羽毛球國際挑戰賽   | 國際挑戰賽 | 女子雙打 | 曾郁棋 | 準決賽 |
| 2023年 | 丹麥羽毛球大師賽       | 國際挑戰賽 | 女子雙打 | 曾郁棋 | 冠軍   |
| 2023年 | 南特羽毛球國際挑戰賽   | 國際挑戰賽 | 女子雙打 | 曾郁棋 | 準決賽 |
| 2023年 | 台北羽毛球公開賽       | 超級300賽  | 混合雙打 | 曾敏豪 | 準決賽 |
| 2023年 | 越南羽毛球公開賽       | 超級100賽  | 女子雙打 | 曾郁棋 | 冠軍   |
| 2024年 | 加拿大羽球公開賽       | 超級500賽  | 女子雙打 | 洪恩慈 | 準決賽 |
| 2024年 | 澳門羽球公開賽         | 超級300賽  | 女子雙打 | 洪恩慈 | 亞軍   |
| 2024年 | 印尼泗水羽球國際挑戰賽 | 國際挑戰賽 | 女子雙打 | 洪恩慈 | 亞軍   |
| 2024年 | 印尼泗水羽球大師賽     | 超級100賽  | 女子雙打 | 洪恩慈 | 冠軍   |
| 2025年 | 台北羽毛球公開賽       | 超級300賽  | 女子雙打 | 洪恩慈 | 冠軍   |
| 2025年 | 澳門羽毛球公開賽       | 超級300賽  | 女子雙打 | 洪恩慈 | 冠軍   |

| 2007-2017年 | 首要超級賽 | 超級賽 | 黃金大獎賽 | 大獎賽 | 國際挑戰賽 | 國際系列賽 | 未來系列賽 | 其他 |

| 2018-2026年 | 總決賽 | 超級1000賽 | 超級750賽 | 超級500賽 | 超級300賽 | 超級100賽 | 國際挑戰賽 | 國際系列賽 | 未來系列賽 | 其他 |